# ناحیه وحدت
ناحیهٔ وحدت (به تاجیکی: Ноҳияи Ваҳдат) یکی از ناحیه‌های اداری استان ناحیه‌های تابع جمهوری است که در غرب کشور تاجیکستان جای دارد و در تاریخ ۱۷ سپتامبر ۱۹۲۷ میلادی در بخشی از جمهوری سوسیالیستی تاجیکستان شوروی تأسیس یافته‌است. مرکز این ناحیه، جماعت وحدت است که با شهر دوشنبه ۲۱ کیلومتر فاصله دارد.

## مردم
این ناحیه در سال ۲۰۰۸ میلای دارای ۱۸۲٫۵۵۳ نفر جمعیت بوده که مذهب آن‌ها حنفی است و به زبان فارسی تاجیکی سخن می‌گویند.

## حکومت
سرور ناحیهٔ وحدت، رئیس حکومت آن است که توسط رئیس جمهور تاجیکستان برگزیده می‌شود، نهاد قانونگذاری ناحیهٔ وحدت، مجلس نمایندگان خلق می‌باشد که توسط رأی‌دهندگان این ناحیه برای ۵ سال انتخاب می‌شوند.

## تقسیمات
جماعت‌های این ناحیه بشرح زیر است:
| بخش‌های ناحیهٔ وحدت |       |
| جماعت (بخش)       | جمعیت |
| بهار              | ۲۲۲۵۸ |
| سیم گنج           | ۲۴۲۴۹ |
| خواجه بایکول      | ۱۴۲۶۳ |
| رامیت             | ۱۰۳۳۸ |
| وحدت (کافرنهان)   | ۲۹۶۸۲ |
| قره‌سو             | ۲۵۵۱۳ |
| جویانگران         | ۱۳۰۷۰ |
| ینگی‌بازار         | ۱۷۱۷۸ |
| عکس گذر           | ۲۳۱۳۱ |
| چهارسو            | ۲۸۷۱  |